# Spintronique
La spintronique, électronique de spin ou magnétoélectronique est une technique qui exploite la propriété quantique du spin des électrons dans le but de stocker des informations.

## Introduction
L'électronique classique repose sur une propriété essentielle de l'électron qu'est sa charge électrique. La spintronique permet d'exploiter une propriété supplémentaire de l'électron, la propriété quantique de spin. Elle offre des possibilités d'applications nouvelles, en particulier la réalisation de capteurs de très grande sensibilité qui ont révolutionné le stockage magnétique de l'information.
La spintronique a émergé dans les années 1980 après la mise en évidence de l’existence de courants polarisés en spin (suggérés par Nevill Mott) dans les métaux ferromagnétiques. Dans ces métaux comme le fer ou le cobalt, les libres parcours moyens des électrons sont différents selon leur spin, ce qui entraîne une différence du courant porté par ceux-ci, pouvant aller jusqu’à un facteur dix. L’article Giant Magnetoresistance of (001)Fe/(001)Cr Magnetic Superlattices publié par Albert Fert et son équipe en 1988 est considéré comme l’acte de naissance de la spintronique.

## Spin
Le spin est une propriété quantique d'une particule qui, d'une manière imagée pourrait être décrite comme un moment cinétique dû à la rotation de cette particule sur elle-même, à l'instar d'une toupie. Le moment cinétique quantique a ceci d'étonnant qu'il est responsable du moment magnétique que porte une particule possédant un spin. D'une manière encore imagée, une particule possédant un spin serait un minuscule aimant.
Quand on lui applique un champ magnétique approprié, le spin de l’électron bascule d’une orientation à l’autre. Les dispositifs spintroniques exploitent cette propriété, qui permet de stocker de l’information : le support matériel est divisé en minuscules zones correspondant à autant de bits d’information, et un champ magnétique est appliqué bit par bit pour orienter les spins des électrons des atomes. Chaque zone correspondra alors à un bit de valeur 0 ou 1 selon l’orientation (haut ou bas) des spins dans cette zone.
Pour mieux se représenter cela, par analogie avec la physique classique, imaginons une charge électrique suivant une trajectoire circulaire. Selon la loi d'Ampère, un courant électrique crée un champ magnétique. L'intensité de celui-ci est en relation directe avec la manière dont l'électron tourne sur cette trajectoire circulaire, et une manière de caractériser ce mouvement circulaire est le moment cinétique. En physique classique, le moment cinétique et le moment magnétique sont donc étroitement liés. Il en est de même en physique quantique, où le spin (moment cinétique quantique) et le moment magnétique partagent d'intimes relations. Ce moment magnétique peut être exprimé de la façon suivante :
{\displaystyle \mu ={\tfrac {\sqrt {3}}{2}}{\frac {q}{m_{e}}}\hbar }.
Dans un métal, la résistivité est la conséquence des collisions qui diffusent les électrons. La distance moyenne entre deux collisions est appelée libre parcours moyen. Dans un métal ferromagnétique, la probabilité de diffusion d’un électron n’est pas la même suivant que son spin est aligné parallèlement ou antiparallèlement au moment magnétique local. Cela se traduit par des libres parcours moyens très différents pour les électrons de spin ↑ (+1/2) et pour les électrons de spin ↓ (-1/2).
Dans un solide, le spin d’un grand nombre d’électrons peut agir dans le même sens pour affecter les propriétés magnétiques et électroniques d’un matériau. Dans la plupart des matériaux, le spin des électrons est réparti équitablement entre spin up et spin down. La spintronique implique la manipulation ou la génération de populations d’électrons polarisées en spin, résultant d’un excédent d’électrons de spin up ou down. La polarisation de toute propriété X dépendant du spin est définie par Px :
{\displaystyle P_{X}={\frac {X_{\uparrow }-X_{\downarrow }}{X_{\uparrow }+X_{\downarrow }}}}.
Cette notion est à la base de la magnétorésistance à effet tunnel

## Applications potentielles
Le spin de l'électron est une sorte de minuscule aimant, il interagit avec des matériaux possédant aussi une aimantation, tels les matériaux ferromagnétiques ou les aimants moléculaires.
Un courant électrique traversant un matériau ferromagnétique va voir sa proportion d'électrons spin down et spin up se modifier. On dit que ces électrons sont polarisés en spin. Par ce fait, on arrive à inscrire une information dans le spin des électrons.
Un second matériau ferromagnétique traversé par ce courant polarisé en spin exercera une résistance différente selon la polarisation du courant et l'orientation de l'aimantation du matériau. Une mesure de la résistance électrique nous permet de lire l'information que le spin des électrons possède. Cet effet est exploité dans des composants appelés vannes de spin (spin valve), et se présentant sous la forme d’une couche de métal piégée dans deux couches de ferromagnétiques, à l’aimantation opposée ou parallèle.
Cet effet est aussi utilisé pour la fabrication de capteurs de champ magnétique.
Le principe de base d'une application en spintronique est donc jeté.
L'effet magnétorésistif géant (GMR), utilisé dans les têtes de lecture des disques durs actuellement, est la première application de la spintronique.
L'utilisation conjointe de matériaux aimantés et de l'électronique constitue la base des applications spintroniques de demain. Le phénomène clé à maîtriser reste le contrôle précis de l'orientation de l'aimantation des matériaux ferromagnétiques. Or celui-ci était impossible à contrôler autrement que par l'application d'un champ magnétique, technologiquement difficile à intégrer dans la fabrication des circuits électroniques.
Or il a été découvert expérimentalement en 1999 (sur la base de prédictions théoriques publiées en 1996) qu'un courant polarisé en spin était capable d'agir sur l'orientation de l'aimantation d'un ferromagnétique simplement par le transfert de moment cinétique entre les électrons constituant le courant et les électrons responsables de l'aimantation dans le matériau ferromagnétique (CIMS, current-induced magnetization switching). L'inconvénient majeur de cette découverte est que ce phénomène se produit lorsque des densités de courant de l'ordre de 107 A/cm2 sont atteintes. Pour éviter que le circuit se comporte comme un fusible à de telles densités, des structures nanométriques sont donc indispensables.
Une technologie utilisant les skyrmions (et éventuellement les antiskyrmions) pourraient peut-être bientôt contribuer à stabiliser les systèmes spintroniques, et à augmenter la miniaturisation et le pouvoir de traitement des ordinateurs au-delà des limites de la loi de Moore,.

## Qubits
L'utilisation conventionnelle de l'état d'un électron dans un semi-conducteur est un système purement binaire, puisque l'état représente seulement 0 ou 1 (suivant la charge de l'électron) équivalant à un bit, et 8 bits suffisent à représenter tous les nombres entiers entre 0 et 255, un nombre à la fois. Les bits en spintronique, nommés qubits, exploitent les états spin up et spin down comme une superposition de 0 ou 1, et 8 qubits possèdent la propriété de représenter tous les nombres entiers entre 0 et 255 de façon simultanée.